# Automitrailleuse White TBC
Pour les articles homonymes, voir TBC.
L'automitrailleuse White TBC est un blindé français conçu à la fin de la Première Guerre mondiale. Il s'agit d'une caisse blindée Ségur & Lorfeuvre montée sur un châssis de camion White.

## Production
En 1915, MM. de Ségur et Lorfeuvre proposent une automitrailleuse, sur un châssis Panhard K14. L'automitrailleuse, améliorée et testée d'août à décembre 1916 par le 10e groupe d'autos-mitrailleuses et autos-canons, donne satisfaction et en janvier 1917, une commande 300 exemplaires est passée mais elle est réduite à dix véhicules en février. Au même moment, l'armée demande une amélioration du châssis. La caisse de Ségur et Lorfeuvre est donc montée sur un châssis de camion White TBC de 2 t (empattement court 3,70 m).
Cette modification est testée en juillet 1917 et en août 1917, l'armée demande le montage des 300 caisses commandées en 1917 sur des châssis White. Mais faute de constructeurs disponibles pour monter la carrosserie, la production tarde alors que l'armée insiste sur le besoin urgent de cette automitrailleuse moderne. Le constructeur Berliet commence à fabrication l'automitrailleuse mais une explosion dans l'usine lyonnaise du constructeur en octobre 1918 amène le constructeur Renault à devoir terminer la production. La production des 230 exemplaires se termine en 1919.

## Configuration
L'équipage est de quatre hommes : deux en tourelle et deux conducteurs au centre. La tourelle est conçue par le capitaine de Castelbajac, le commandant du Centre d'instruction des autos-mitrailleuses (CIAM). Biplace, elle est armée de deux armes placées en opposition, un canon de 37 SA 18 approvisionné à 198 coups et une mitrailleuse Hotchkiss modèle 1914 approvisionnée à 5 550 coups. Une mitrailleuse supplémentaire de défense contre-avions peut être montée sur le côté de la carrosserie.
Pour la conduite, l'automitrailleuse dispose d'un inverseur, c'est-à-dire d'un poste de conduite à l'arrière qui permet de rouler facilement en marche arrière.

Autour de 1922, les roues à rayons d'origine commencent à être remplacées par des roues pleines.

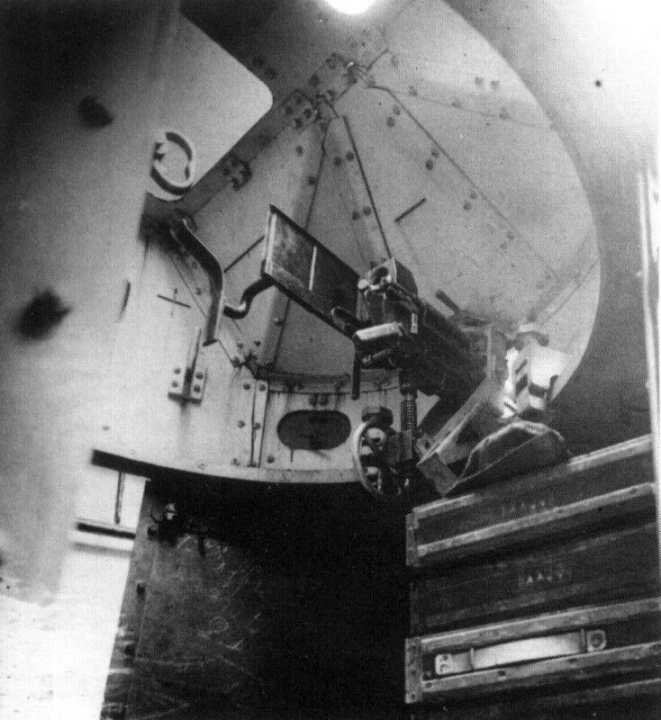
Vue de l'intérieur de la tourelle, côté mitrailleuse.
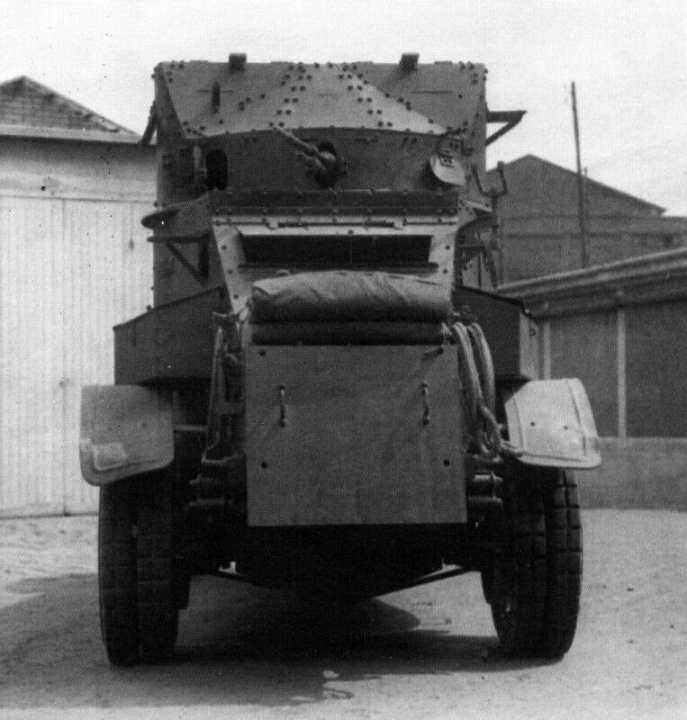
Vue l'arrière.
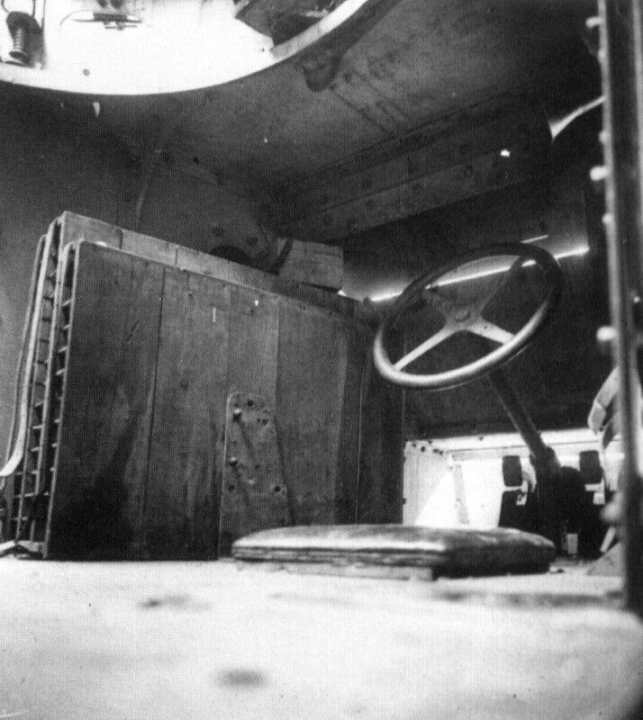
Poste de conduite arrière (en inverseur)

## Service

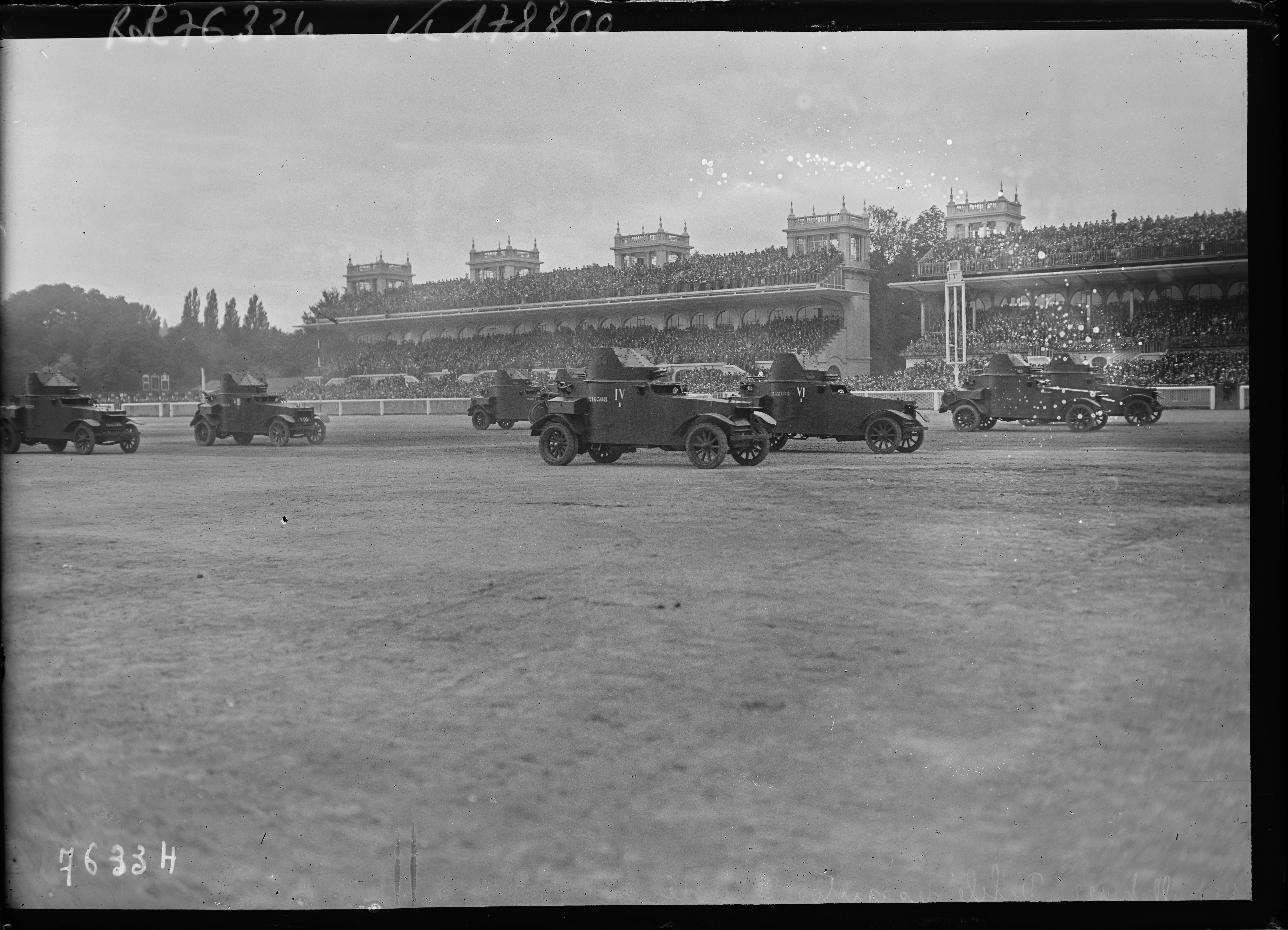
Défilé d'AMC White pour le 14/7/1922.

Produite très tardivement, l'automitrailleuse ne joue qu'un rôle très limité avant le 11 novembre 1918 mais jusqu'en 1933 il s'agit de la principale automitrailleuse de la cavalerie française. Les automitrailleuses White servent sur de nombreux théâtres. Présentes en France, certains rejoignent l'Allemagne pendant l'occupation de la Rhénanie. Elles sont déployées au Maroc, notamment pendant la guerre du Rif, au Levant, en particulier pendant la grande révolte syrienne où plusieurs sont perdues ou encore en Indochine. Lors de la traque des bandits corses en 1931, plusieurs automitrailleuses sont envoyées sur l'île. La police de la concession française de Shanghai rachète plusieurs White TBC dans les années 1920.

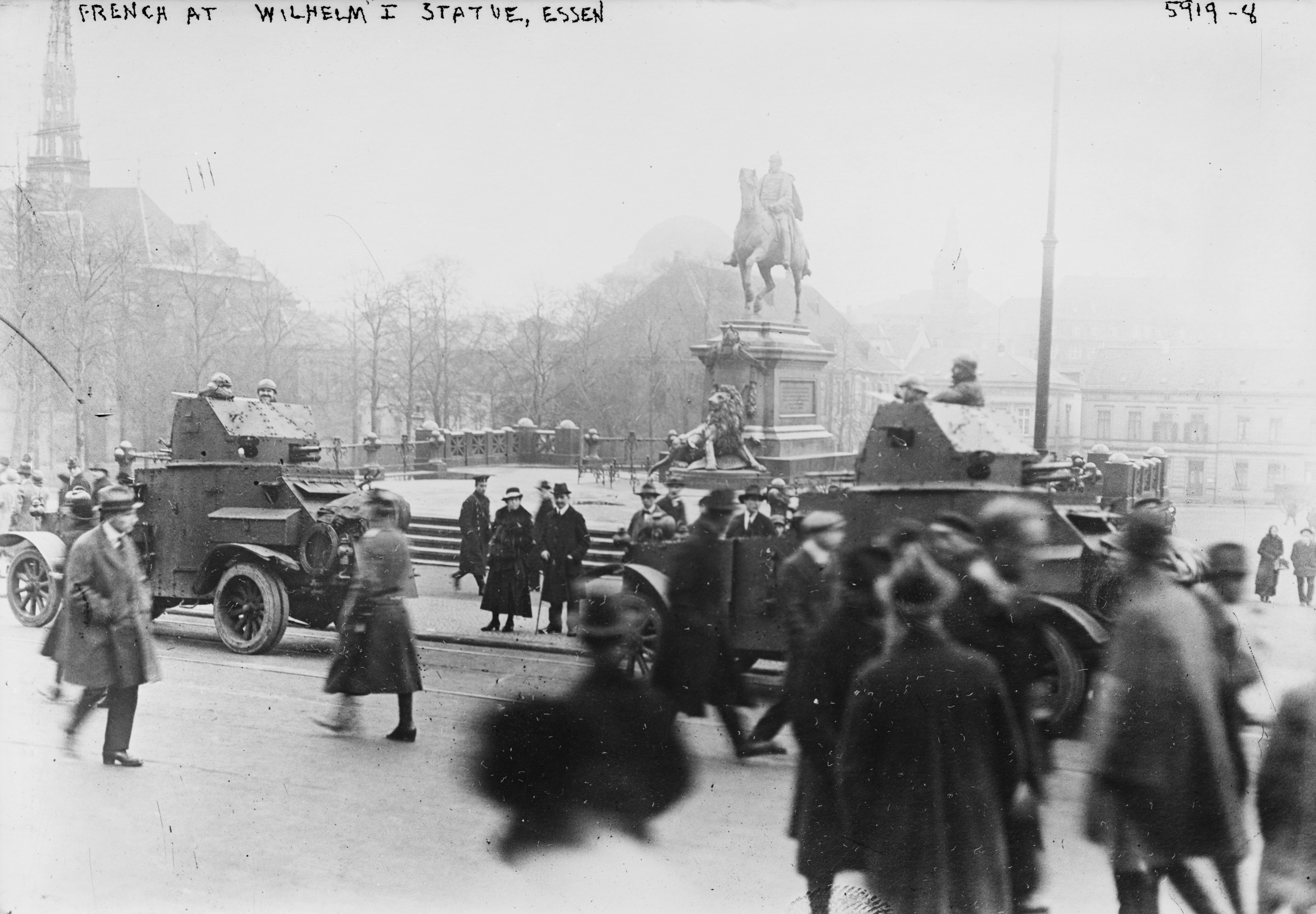
Automitrailleuse White patrouillant dans Essen en 1923, pendant l'occupation de la Ruhr.
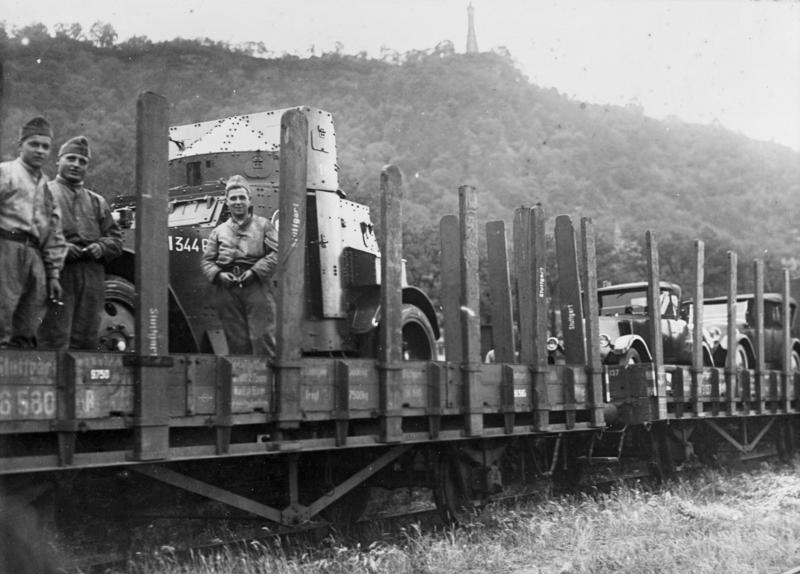
AMC White quittant Trèves en 1930.
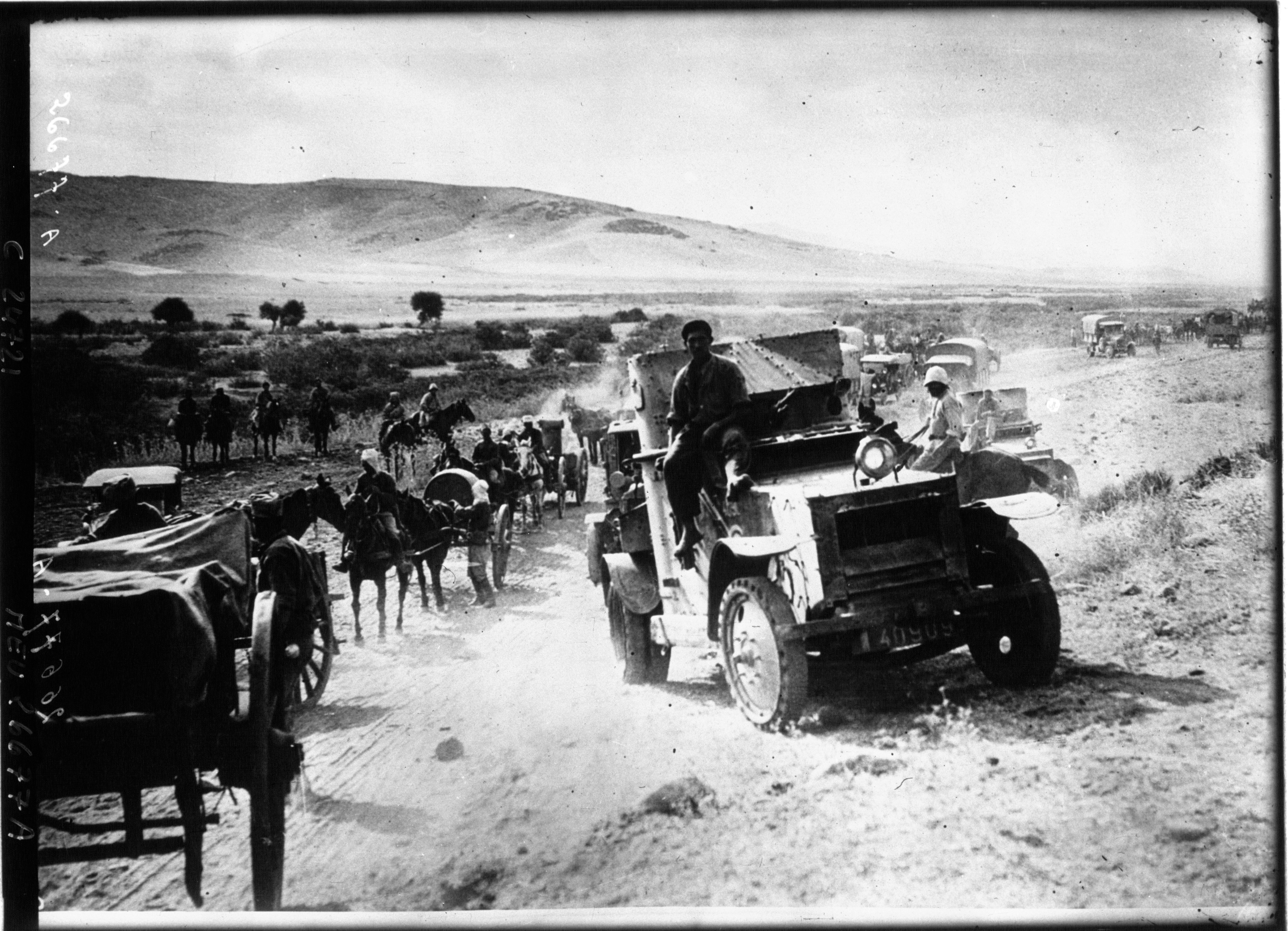
AMC White au Maroc dans le Rif en 1925.
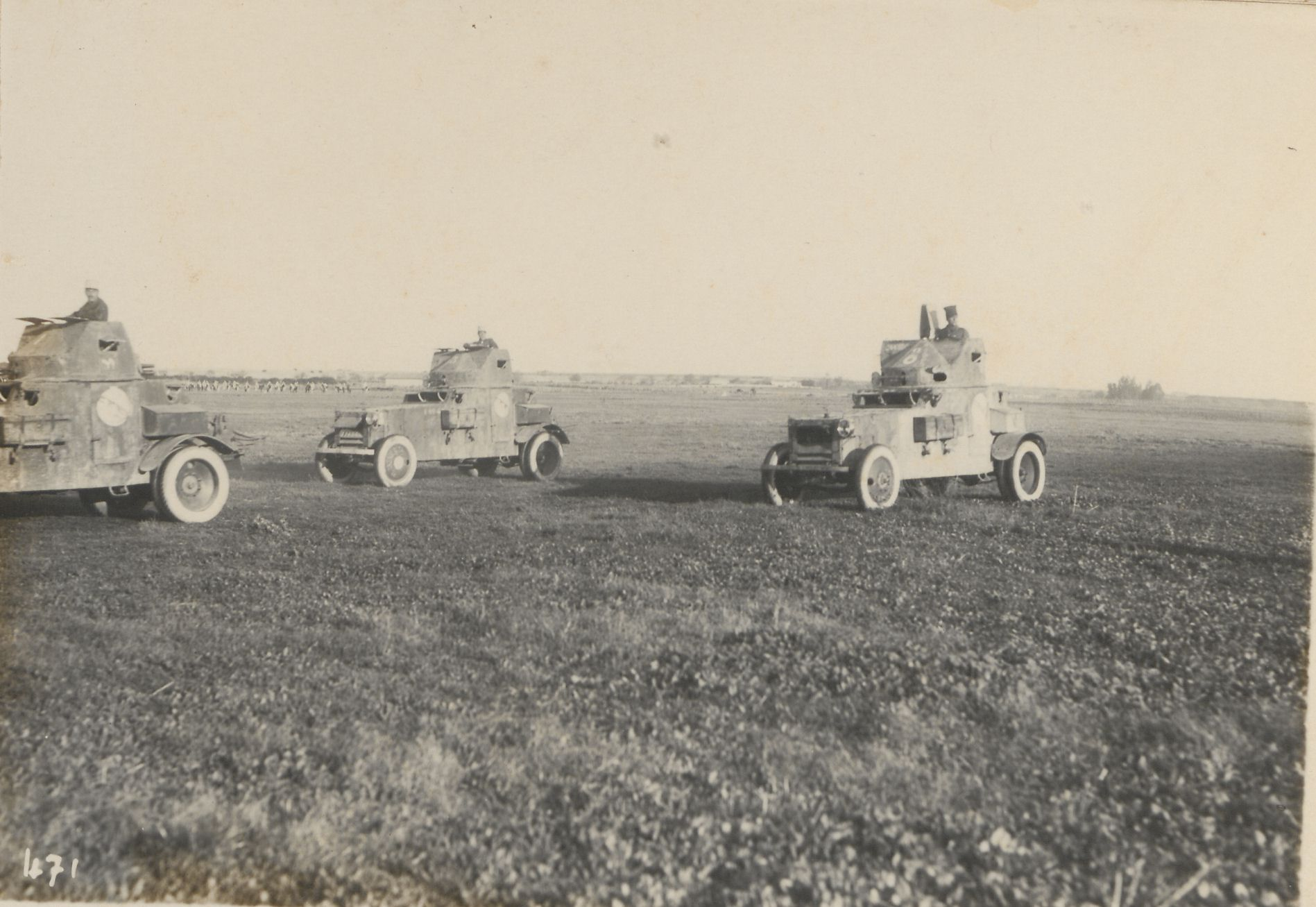
Défilé d'AMC White à Meknès vers 1929.

En 1931, la désignation de l'automitrailleuse change d'automitrailleuse de cavalerie (AMC) White à automitrailleuse de découverte (AMD) White. À cause de l'obsolescence du véhicule, une modernisation est menée en 1932-1933 en remplaçant le chassis White par un chassis Laffly. Cette modification donne naissance à l'AM 50 Laffly mais les White non modifiées restent en service,.
Le groupe spécial de garde républicaine mobile reçoit des TBC en 1938, en remplacement de ses AMR P28 peu fiables. Quatorze resteront en service jusqu'à mai 1940.
Au début de la Seconde Guerre mondiale en septembre 1939, 29 AMD White sont en métropole et 57 en Afrique du Nord. Trois TBC sont en service en métropole dans une unité de première ligne, le 44e groupe de reconnaissance. Au cours de la bataille de France, d'autres White TBC sont remises en service début juin, par exemple au 17e régiment de dragons portés. En Afrique du Nord, 34 automitrailleuses sont encore en service dans des unités de combat en juin 1941. Les AMD White sont utilisées pour la dernière fois en 1941 lors de l'invasion franco-britannique de la Syrie vichyste,.
En Syrie, le capitaine Birch fait réaliser en 1940-1941 des automitrailleuses dite « Dodge-White » en montant des parties de caisse blindée et la tourelle de White TBC sur des châssis de camions Dodge neufs. Ces automitrailleuses restent en service quelque temps avec les Forces françaises libres.